# هيرمان بيدرسن
هيرمان بيدرسن (بالنرويجية البوكمول: Herman Pedersen)‏ هو دبلوماسي وسياسي نرويجي، ولد في 21 مايو 1928، وتوفي في 24 يناير 2009. حزبياً، نشط في حزب العمال. وقد انتخب نائب عضو برلمان النرويج ‏.